# 会津藩の北方警備
会津藩の北方警備は、1807年（文化4年）から1809年（文化6年）にかけて、会津藩が江戸幕府によって樺太への出兵を命じられ、総勢1558名が宗谷岬や利尻島、樺太に駐留した出来事である。会津藩の樺太出兵とも呼ばれる。
2008年（平成20年）には北方警備から200年を記念して会津若松市から稚内市、利尻町、利尻富士町への親善訪問事業が行われた。

## 背景
北方でロシア船が多く来航するようになると、寛政11年（1799年）に幕府は東蝦夷地を幕領化し、各交易拠点に幕府の役人を置くとともに盛岡藩と弘前藩に警備を命じた。
江戸時代の鎖国政策の中で、ロシア通商使節のニコライ・レザノフが実力での通商を図ろうとロシア皇帝のエカチェリーナ2世とその跡を継いだパーヴェル1世の許しなく海軍が樺太や北海道の漁村で略奪を行った（文化露寇）。
特に文化4年（1807年）4月29日には択捉島に20数人が上陸し、盛岡藩士の大村治五平が捉えられるといった事件が発生している。

## 東北諸藩への幕命
幕府は文化4年（1807年）に全蝦夷地を幕領とし、このときに仙台藩や会津藩など東北諸藩も警備に当たらせた。まず、津軽藩士230名が宗谷に派遣されたが、水腫病等により多数の死者を出した。
そのため、文化5年（1808年）4月17日、内藤信周（内藤源助）率いる587人の会津藩兵と交代した。梶原平馬はこのうちの241人を率いて利尻島の警衛に当たった。また、宗谷上陸隊とは別に家老北原采女（北原光裕）が706人を率いて樺太に直航して久春古丹に陣営を設けた。

## 駐留と帰還
ロシア兵はナポレオン戦争が原因で引き上げたため実際のロシア兵との交戦はなかったが、野菜が摂取できないことによるビタミン不足で水腫病にかかる兵士が多かった。これを問題視した幕府は、当時水腫病に効果があるとされたコーヒーを出兵隊に送ったという。
会津藩は1808年10月から翌年にかけて樺太から帰還した。しかし、帰路の途中に嵐に遭い船が難破、一部は離島天売島、焼尻島へ避難し、51名の死者を出した。
この樺太出兵は、その後の間宮林蔵らの北方探検に大きく貢献する事にもなり、幕府の信頼を得た会津藩は1810年に江戸湾（現東京湾）警備を命じられる。
その後、文政4年（1821年）、ロシア船の来航が減少し、松前藩による復帰運動もあったことから、幕府は蝦夷地を松前藩の管理に戻した。

## その後

### 幕末の北方警備
ペリー来航後、幕府は安政2年（1855年）に蝦夷地を再び幕領とし、東北の盛岡藩、弘前藩、久保田藩（秋田藩）、仙台藩の4藩が幕府から蝦夷地の警備を命じられた。宗谷地方には、安政2年（1855年）から慶応2年（1866年）にかけては秋田藩士が派遣された。
安政6年（1859年）に幕府が蝦夷地分領政策へ転換すると、東北からは先の4藩に鶴岡藩と会津藩を加えた各藩が蝦夷地の分与を受けた。この蝦夷地分領支配で会津藩は、標津、斜里、紋別を藩領とし、幕府箱館奉行が支配する網走領地を含めた地域の警備に当たった。

### 慰霊祭等
1957年（昭和32年）、稚内市宗谷地区の宗谷公園に、殉職した会津藩士の墓が集められ、毎年慰霊祭が行われている。傍らには地元の俳人・岡崎古艸（おかざきこそう）による「たんぽぽや会津藩士の墓はここ」の句碑がある。後年には、松平勇雄福島県知事が訪れている。
宗谷岬にある13基の藩士の墓のうち3基が会津藩士の墓である。また利尻島に8基、焼尻島に2基、会津藩士の墓がある。
会津藩の樺太出兵を描いた絵巻『会津藩唐太出陣絵巻』が見つかっている。
2008年は北方警備から200年にあたり、若松城天守で7月4日から8月24日まで「北方警備二百年記念展」が開かれた。

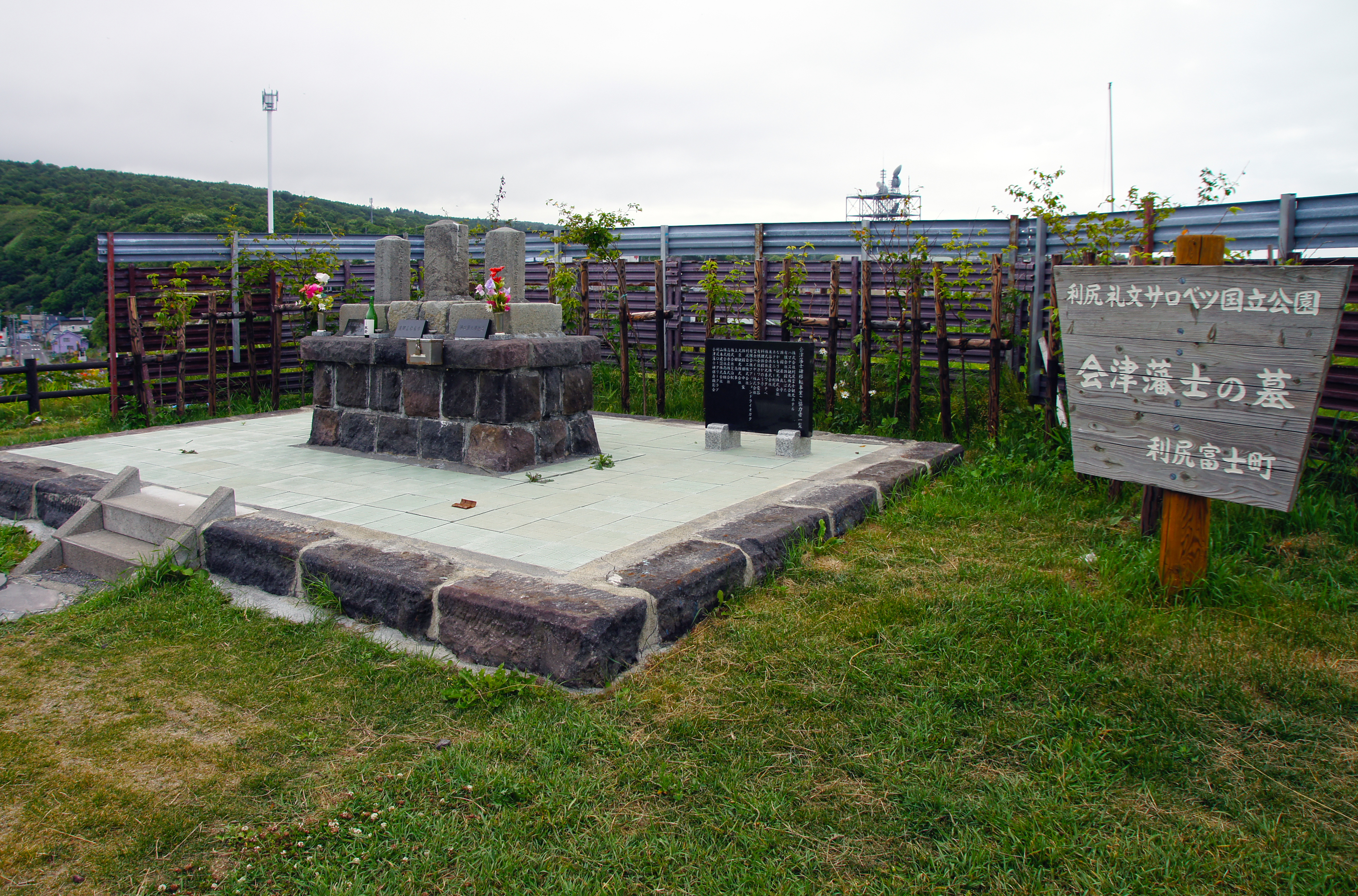
利尻島のペシ岬にある会津藩士の墓。2013年7月撮影。